# Orden des Gürtels der Hoffnung
Der Orden des Gürtels der Hoffnung war ein französischer Ritterorden. Gestiftet wurde er im Jahre 1389 von Karl VI. Dieser hatte sich auf einer Jagd verirrt und zu Ehren Unserer Lieben Frau, die ihm in der Notlage geholfen hatten,  stiftete er aus Dankbarkeit diese Auszeichnung. Andere Quellen schreiben diesen Orden dem Herzog Ludwig von Bourbon zu.